# 济州岛
濟州島（濟州語：제주섬，：／ Jeju do */?）是韩国济州特别自治道的本岛，位於朝鮮半島西南，在朝鮮半島南部西南海域、東海和黃海之間，人口約67萬人，面積1848平方公里，是韩国最大的岛屿及旅游胜地。
济州岛是由第三纪末开始的许多次大陆架火山活动形成的火山岛，有着独特的火山地质面貌。济州火山岛和熔岩洞，2007年被联合国教科文组织定为世界自然遗产。
「濟州特別自治道」簡稱「濟州道」。在韓語裡，「道」與「島」讀音相同，但「濟州島」與「濟州道」是兩個不同概念。

## 历史

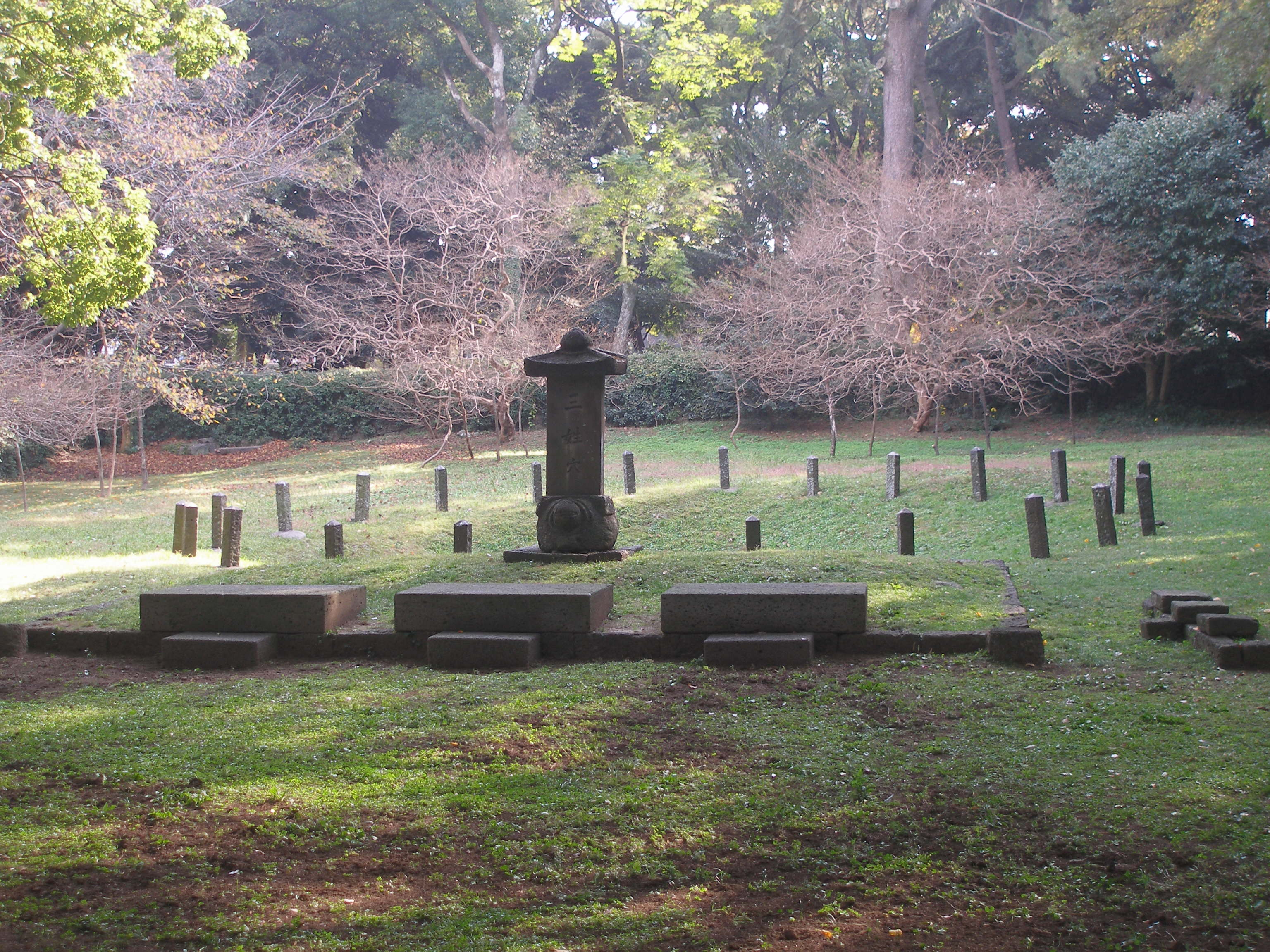
济州岛三姓穴

济州岛古时被称为“瀛洲”。据《高丽史·地理志》记载，济州岛有高、梁、夫三姓开辟神话，但具体准确的年代不得而知。新罗时期，济州岛高乙那后孙高厚的三个兄弟来新罗朝拜，被新罗君主封为“星主”、“王子”、“都内”，并赐国号“耽罗”。公元498年（东城王20年），济州岛被百济控制。661年（新罗文武王元年），济州岛又重新隶属于新罗。高丽肃宗时期，济州岛成为高丽的耽罗郡，并曾一度为元朝的牧马场。1295年，耽罗开始被称为济州。元朝末期，高麗恭愍王實行叛元政策，驅逐元朝在濟州的勢力。島上的牧胡三千餘人起兵反抗，恭愍王派遣崔瑩等人鎮壓，平定了牧胡之亂。1404年取代高麗的朝鮮朝廷下令廢除星主，1406年置濟州牧使。1416年（朝鲜太宗16年），朝鲜王朝在济州设立济州牧、耽义县、大静县，实行3邑制。1864年（高宗元年），济州岛被划归全罗道观察使管辖，1894年改县为郡，设立济州、大静、耽义郡，由牧使管理。1905年（高宗42年），朝鲜王朝被废除济州岛牧使制，设立郡守进行管理。1915年日占时期，济州岛开始实行岛制，行政区域的名称改为济州岛。1946年8月，济州岛被从全罗南道分离出来，升格为道。1948年4月3日，發生了濟州四·三事件，是韓國現代史上人命受害慘重僅次於韓戰的悲劇性事件。1955年9月，济州邑被升格为济州市。1981年，西归邑合并中文面后升格为西归浦市。:316

## 地理

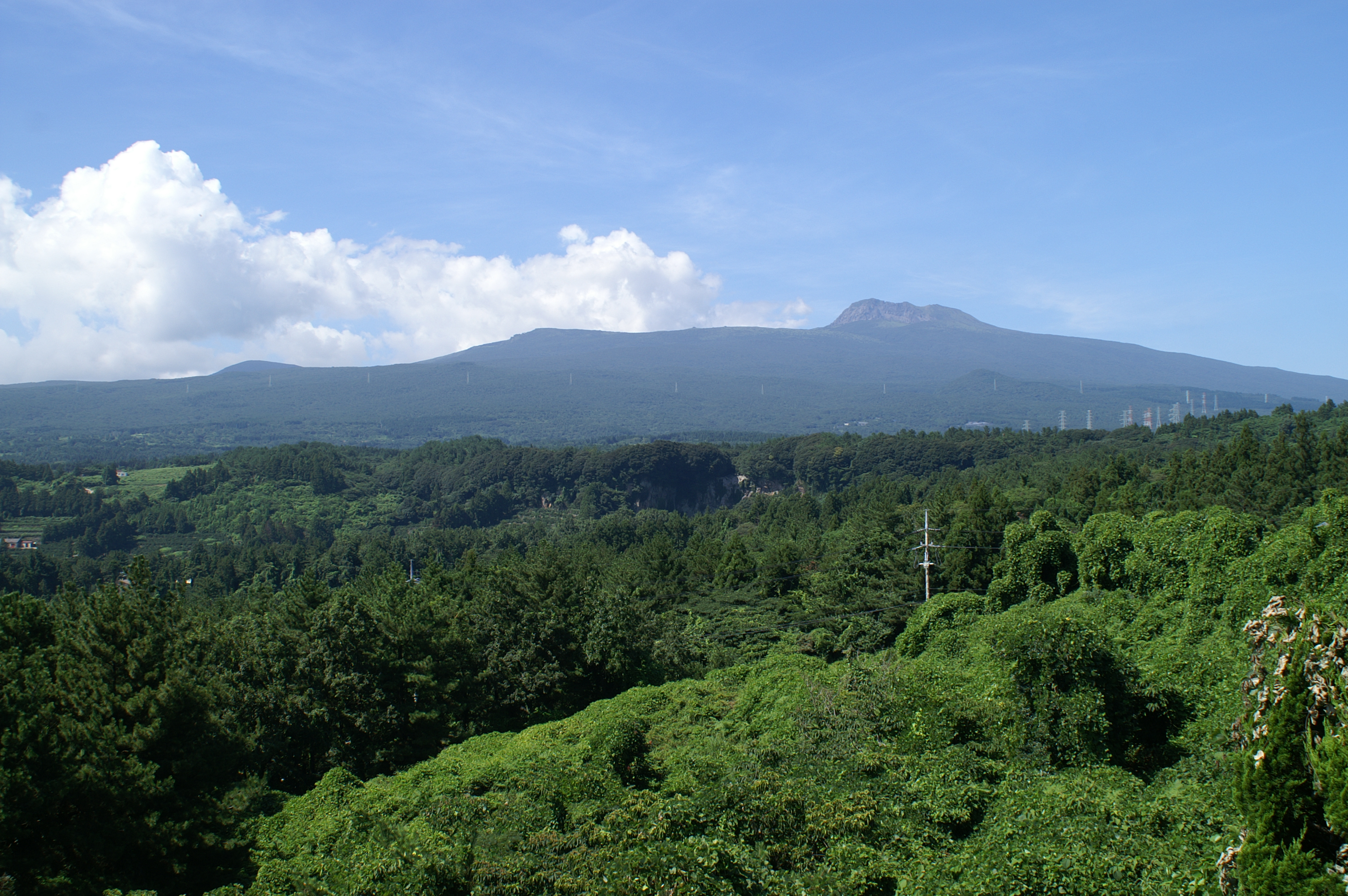
济州岛汉拏山

济州岛是由第三纪末开始的许多次大陆架火山运动形成的火山岛。以汉拏山为中心的火山体形成於第四纪。火山口喷出的玄武岩岩浆从山的东西两侧流向海岸，部分地区形成平坦的熔岩平原:316。济州岛大部分地表覆盖着玄武岩、黑色火山岩、石英和由熔岩风化形成的火山灰。济州道全境因此均匀分布着熔岩窟:317。济州道分布着400余个大部分高度在100米左右的子火山。这些子火山几乎都是汉拿山火山喷發结束後的後火山作用形成的，在济州道被称为“凹勒姆”:316。
济州道位於朝鲜半岛最南端，距木浦146.4公里，距釜山271.9公里，由本岛济州岛以及周边的牛岛、飞扬岛、加波岛、马罗岛等附属岛屿组成，面积1847.2平方公里，人口超過60万。济州岛大致轮廓呈椭圆形，东西长73公里，南北宽31公里:316。位於济州岛中心的汉拏山是韩国最高的山峰，有无数条河流从汉拿山放射状流下，但大部分的河流都是只有在下雨时才有水的季节河，大的河流都是流向汉拏山的南北两侧:316-317。
济州岛海岸线简单、缺少曲折，而且峭壁耸立，因此天然的良港很少。济州岛的潮差与韩国南海岸相似，比东海岸大，但比西海岸小。济州岛周边分布有60余座大小岛屿，其中飞扬岛、牛岛、上楸子岛、下楸子岛、横干岛、秋浦岛、加波岛和马罗岛8个岛屿为有人岛，其它为无人岛。:317

## 世界遺產
该世界遗产被认为满足世界遺產登錄基準中的以下基準而予以登錄：
- （vii）包含出色的自然美景与美学重要性的自然现象或地区。
- （viii）代表生命进化的纪录、重要且持续的地质发展过程、具有意义的地形学或地文学特色等的地球历史主要发展阶段的显著例子。

## 相關電視節目

### 電視劇
- 2010年SBS《人生多美麗》。
- 2011年MBC《你為我著迷》部分內容。
- 2014年《好日子》（網路劇）。
- 2015年MBC《心情好又暖》。
- 2016年KBS《通往機場的路》部分內容。
- 2018年JTBC《經常請吃飯的漂亮姐姐》部分內容。
- 2020年MBC《當我最漂亮的時候》部分內容。
- 2020年JTBC《境遇之數》部分內容。
- 2020年JTBC《Run On》部分內容。
- 2021年tvN《Voice 4》部分內容。
- 2021年tvN《某一天滅亡來到我家門前》部分內容。
- 2021年MBC《請確認活動吧》
- 2021年tvN《HighClass》
- 2022年tvN《我們的藍調》
- 2022年tvN《柔美的細胞小將2》部分內容。
- 2022年ENA (韓國電視頻道)《非常律師禹英禑》部分內容。
- 2023年JTBC《歡迎回到三達里》
- 2025年Netflix 《苦尽柑来遇见你》
- 2025年JTBC 《協商的技術》部分內容。

### 綜藝節目
- 2017年tvN《姜食堂》。
- 2017年JTBC《孝利家民宿》第一季[註 1]。
- 2018年JTBC《孝利家民宿》第二季[註 2]。
- 2018年tvN 《森林裡的小屋》。
- 2018年《BLACKPINK TV》部分內容。
- 2018年Netflix 《明星來解謎》EP2[註 3]。
- 2018年tvN《Super TV2》部分內容。
- 2018年SBS《有品位地吃吧》部分內容。

## 電影
- 2015年[註 4]《壞蛋必須死》部分內容。
- 2023年《貴公子》部分內容。

## 備註
1. ↑  節目中亦有透過住宿客人之遊玩景點，間接介紹濟州島景點
2. ↑  節目中亦有透過住宿客人之遊玩景點，間接介紹濟州島景點
3. ↑  該集背景設定即為濟州島
4. ↑  韓國為2016年上映。

## 外部連結
- 韓國觀光公社 - 濟州島（繁體中文）
- 韩国旅游发展局 - 济州岛 （页面存档备份，存于）（简体中文）
- OpenStreetMap上有關济州岛的地理

33°23′N 126°32′E / 33.38°N 126.53°E